# Sejerø
Sejerø ist eine dänische Insel im Kattegat vor Seeland, nördlich von Kalundborg. Auf der 12,37 km²  großen Insel leben ständig 328 Einwohner (1. Januar 2023). Der Fährhafen ist Sejerby in der Mitte der Insel. Per Fähre ist die Insel vom seeländischen Havnsø erreichbar; die Überfahrt dauert eine Stunde.
Die Insel bildet eine eigene Kirchspielsgemeinde (dän.: Sogn) Sejerø Sogn, die bis 1970 zur Harde Skippinge Herred im damaligen Holbæk Amt gehörte, danach zur Bjergsted Kommune im damaligen Vestsjællands Amt, die im Zuge der Kommunalreform zum 1. Januar 2007 in der Kalundborg Kommune in der Region Sjælland aufging.
Sejerø gehört zum Verband dänischer Kleininseln.
Die Insel gliedert sich in folgende Gebiete:
- Holmen (bebyggelse)
- Kongstrup (bebyggelse, ejerlav)
- Lydebjerg (bebyggelse)
- Mastrup (bebyggelse, ejerlav)
- Nordby (bebyggelse)
- Sejerby (bebyggelse, ejerlav)
- Sejerø (areal)
- Skagelse Huk (areal)
- Snerpe (bebyggelse)
- Sønderby (bebyggelse)
- Tadebæk (bebyggelse)
- Vandkær (bebyggelse)

Es gibt kaum Süßwasser und keinen alten Wald auf der Insel. Feuersteinfunde, zwei Bautasteine, ein Langdysse (Langdysse von Mastrup) und acht erhaltene Grabhügel verweisen darauf, dass die Insel schon früh besiedelt war. Der Borrebjerg wurde damals abgeplattet (20 m) und mit Rampen versehen. Die hier gemachten Funde bestehen aus Tierknochen, Speerspitzen und Keramikscherben. Der nahe Bybjerg (26 m) war eine ähnliche Anlage.

## Natur
Auf der Insel ist die seltene Gryllteiste zu finden, sie lebt an den Steilufern der Küste und ist nur noch auf der benachbarten Insel namens Samsø zu finden.

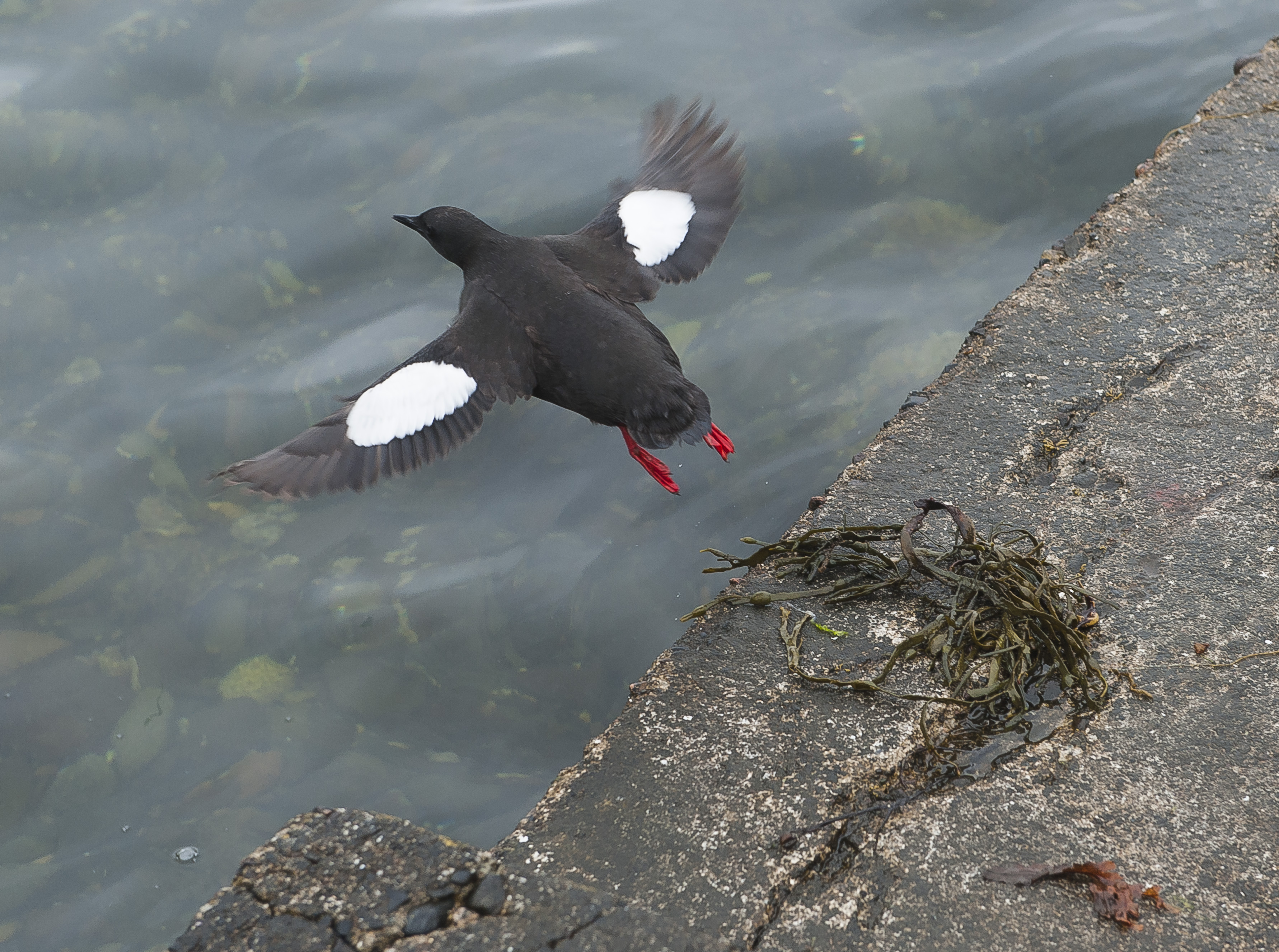
Die seltene Gryllteiste im Flug

## Siehe auch

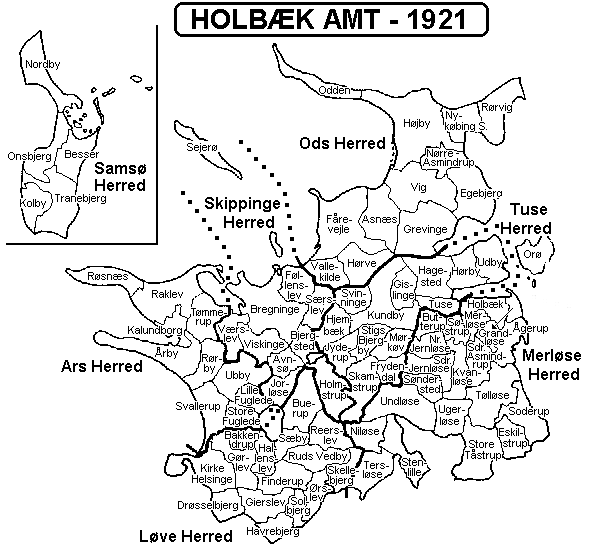
Die Inselgemeinde im Amt Holbæk 1921
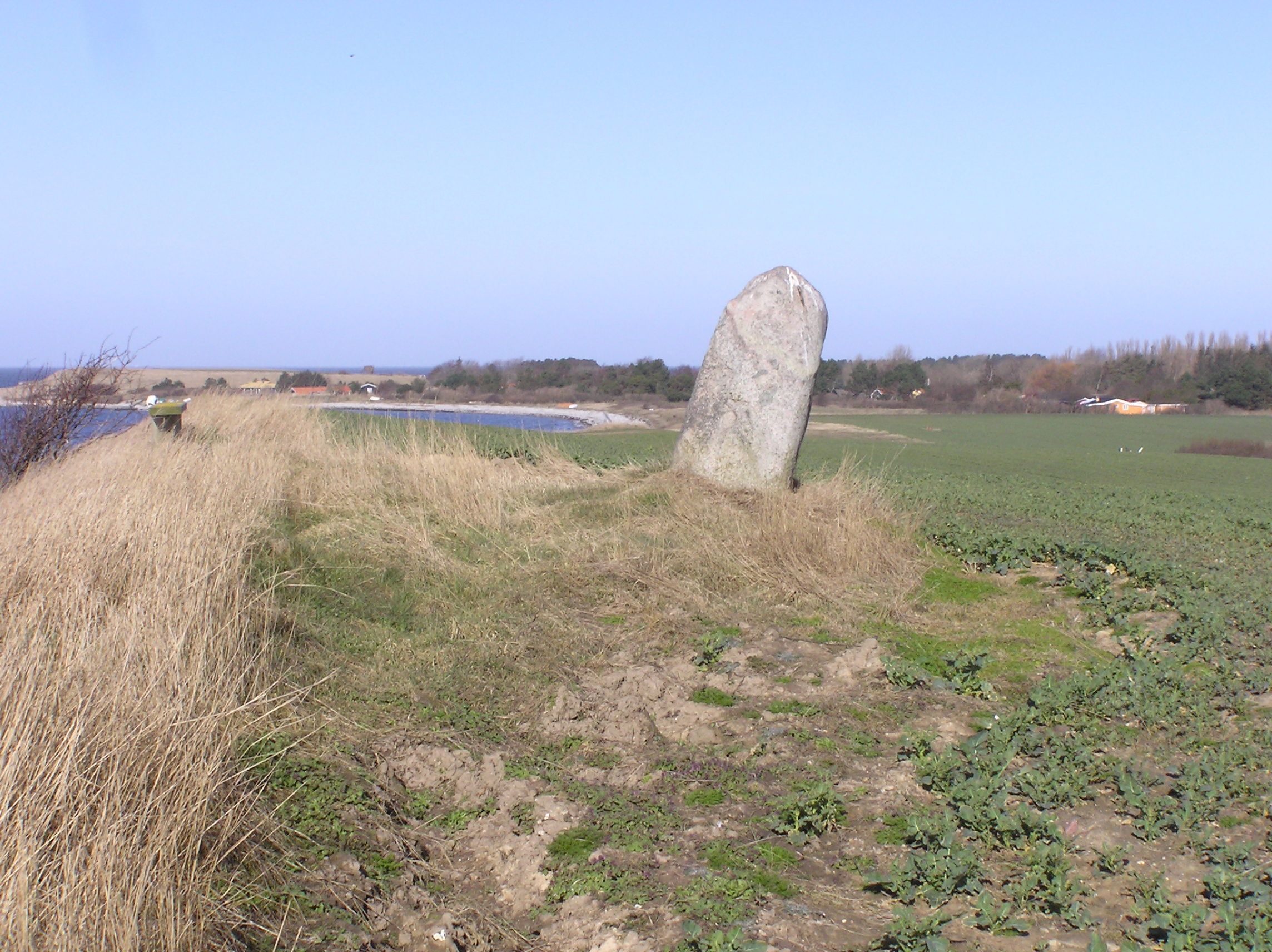
Bautastein von Tadebæk oder Tynebjergsten
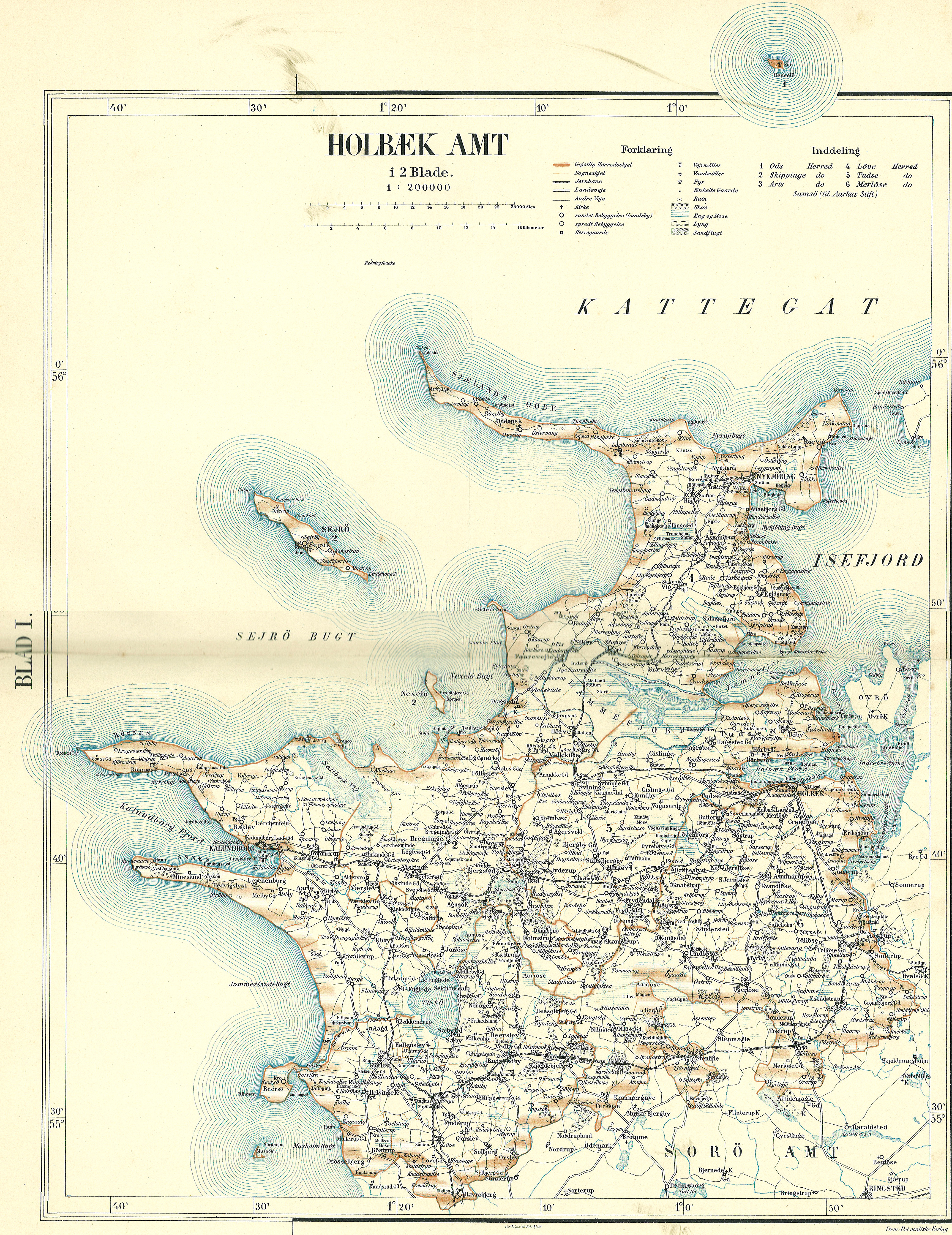
Amt Holbæk 1900
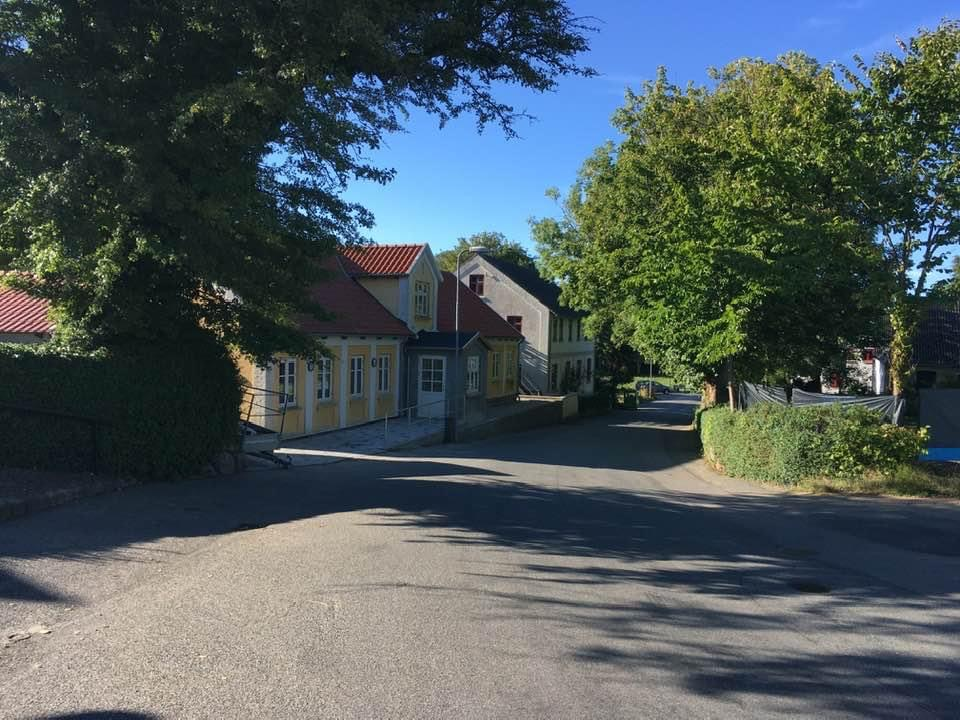
Dorfstraße von Sejerby (2020)
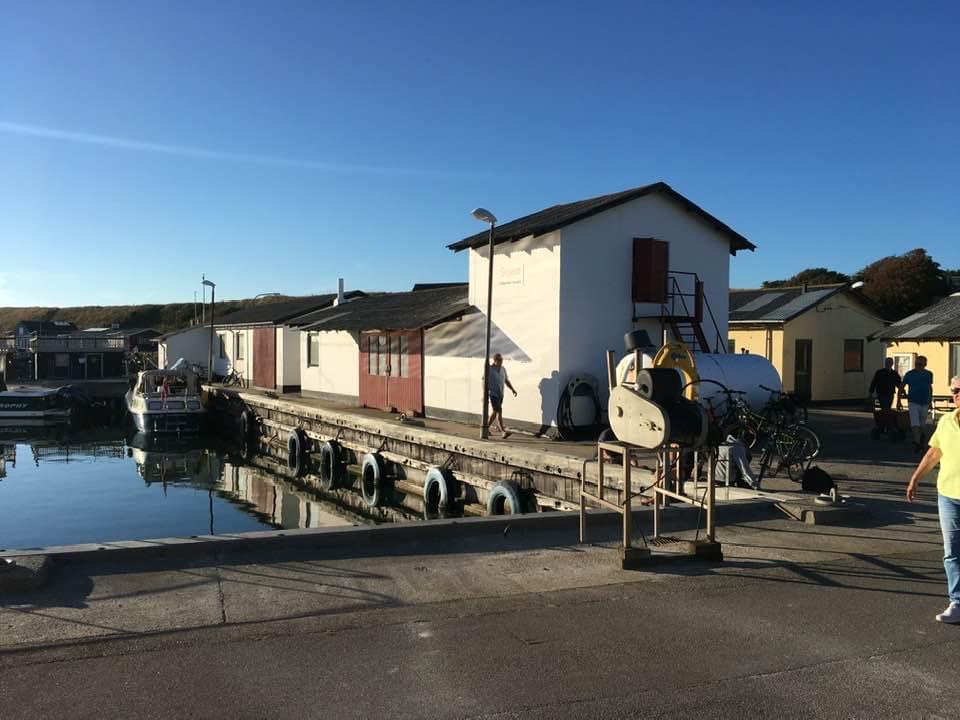
Am Hafen in Sejerby (2020)
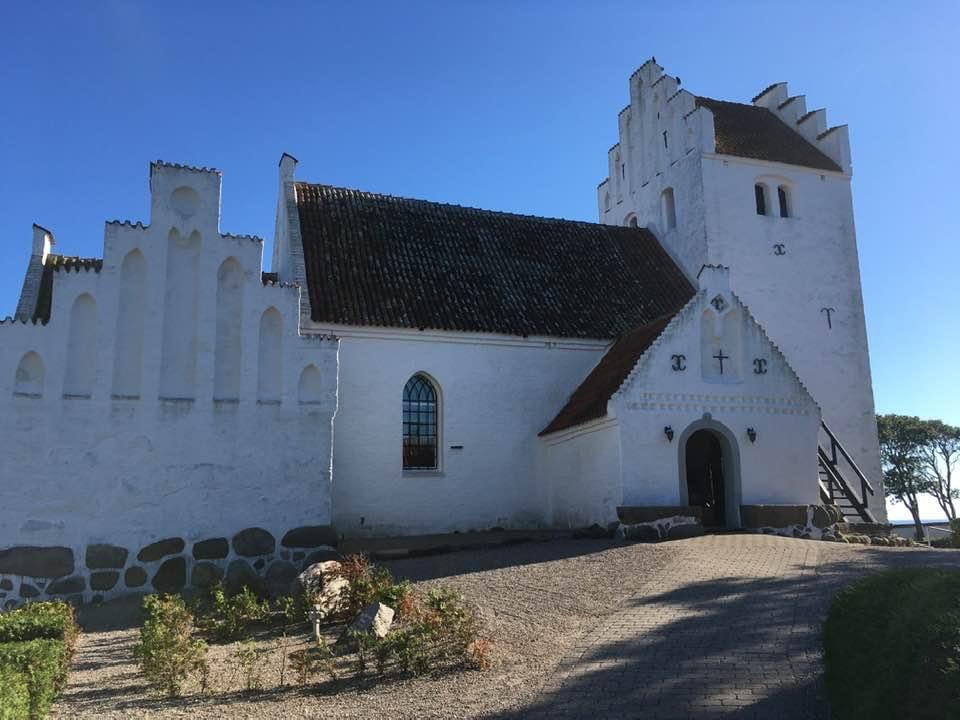
Kirche in Sejerby (2020)